# Lonneker
Lonneker est un village situé dans la commune néerlandaise d'Enschede, dans la province d'Overijssel. Le 1er janvier 2008, le village comptait 1 770 habitants.
Le 1er mai 1934, la commune de Lonneker est rattachée à la commune d'Enschede.